# Patrick Califia
Patrick Califia (* 1954 nahe Corpus Christi, Texas;
früher Pat Califia) ist ein US-amerikanischer Schriftsteller, der sich auf die Themen weibliche Sexualität und Erotische Literatur (Essays und Gedichte) spezialisiert. Er ist ein bisexueller trans Mann.

## Werdegang
Califia wurde in eine mormonische Familie geboren. 1971 hatte er in Salt Lake City sein Coming-out als Lesbe und änderte seinen Namen in Pat Califia. Er wählte den Nachnamen nach der mythischen Amazonenkönigin Califia. Nachdem er sich zunächst regional als Aktivist engagiert hatte, reiste er 1973 nach San Francisco, um dort am San Francisco Sex Information Switchboard im Bereich Sexuelle Aufklärung zu arbeiten.
Sein erstes Buch erschien unter dem Titel Sapphistry, ein Sachbuch, in dem er offen über Butch-Femme-Sexualität, sowie BDSM-Sicherheitsaspekte und -Praktiken schreibt. Weitere Arbeiten erschienen in lesbischen, schwulen und feministischen Zeitschriften. Während des Studiums der Psychologie an der San Francisco State University gewonnene Forschungsergebnisse wurden 1979 im Journal of Homosexuality veröffentlicht.
Mit der Gründung von Samois richteten sich Califias Interessen zunehmend nach lesbischen Erfahrungen im BDSM und dem Verfassen von Beiträgen für das von Alyson Publications veröffentlichte Buch Coming to Power. 1996 veröffentlichte Califia als Mitherausgeber zusammen mit Robin Sweeney die Fortsetzung The Second Coming: A Leatherdyke Reader. 1992 gründete Califia das vierteljährlich erscheinende Lederfrauenmagazin Venus Infers.
In dieser Zeit verfasste er ebenfalls Aufsätze in den Bereichen Queer Studies und Gender Studies, hierbei setzte er sich auch mit seinen persönlichen Themen auseinander. In dieser Zeit fiel bei Califia die Entscheidung für eine künftige männliche Geschlechterrolle. Califia unterzog sich einer auf Testosteron basierenden Hormontherapie und änderte seinen Namen in Patrick.
Califia leidet seit den 90er Jahren an Fibromyalgie, was die Fähigkeit zum Tippen und Schreiben einschränkt. Er arbeitet in einer Privatpraxis in Kalifornien als Ehe- und Familientherapeut und publiziert weiterhin. Mit seinem ehemaligen Partner Matt Rice hat er einen gemeinsamen Sohn.
In Public Sex: The Culture of Radical Sex analysierte Califia die Feindlichkeit gegenüber Pornografie seitens des Staats und großer Teile der Frauenbewegung.

## Veröffentlichungen

### Sachbücher
- Pat Califia: A Personal View of the History of the Lesbian S/M Community and Movement in San Francisco. In: Coming to Power: Writings and Graphics on Lesbian S/M. Alyson Publications, Boston, 3. Auflage Oktober 1987, ISBN 0-932870-28-7
- Sapphistry: The book of lesbian sexuality, Naiad Press, 1988, ISBN 0-941483-24-X
- Sex Changes: The Politics of Transgenderism, Cleis Press, 1997, ISBN 1-57344-072-8
- Public Sex: The Culture of Radical Sex  (Essays), Cleis Press, 2000, ISBN 1-57344-096-5
- Sensuous Magic: A Guide for Adventurous Lovers, Masquerade Books, 1998, ISBN 1-56333-610-3
- Speaking Sex to Power: The Politics of Queer Sex (Essays), Cleis Press, 2001, ISBN 1-57344-132-5

### Prosa
- Macho Sluts (Stories), Alyson Publications, 1989.
- No Mercy (Stories), Alyson Publications, 2000, ISBN 1-55583-542-2
- Doc and Fluff: The Dystopian Tale of a Girl and Her Biker (Novel), Alyson Publications, 1996, ISBN 1-55583-369-1
- Melting Point (Stories), Alyson Publications, 1996, ISBN 1-55583-380-2
- Mortal Companion (Novel), Suspect Thoughts Press, May 2004, ISBN 0-9710846-9-6
- Boy in the Middle (Stories), Cleis Press, 2005, ISBN 1-57344-218-6
- Blood and Silver (Stories), Running Press, 2007, ISBN 0-7867-1809-9
- Hard Men (Stories), Alyson Publications, 2004, ISBN 1-55583-646-1

### Lyrik
- Diesel Fuel – Passionate Poetry, Masquerade Books, 1997, ISBN 1-56333-535-2

### Herausgeberschaften
- Doing It for Daddy: Short Sexy Fiction About a Very Forbidden Fantasy, Alyson Publications, 1994, ISBN 1-55583-227-X
- The Second Coming: A Leatherdyke Reader, Alyson Publications, 1996, ISBN 1-55583-281-4
- Bitch Goddess: The Spiritual Path of the Dominant Woman, Greenery Press, 1998, ISBN 1-890159-04-2
- Forbidden Passages: Writings Banned in Canada, Cleis Press, 1995, ISBN 1-57344-019-1 (1996 mit dem Lambda Literary Award ausgezeichnet)

### Sachbücher in deutscher Übersetzung
- Wie Frauen es tun – Das Buch der lesbischen Sexualität, Orlanda, 1999, ISBN 3-929823-53-5 (vormals: Sapphistrie – Das Buch der lesbischen Sexualität)
- Das S/M Sicherheitshandbuch, ikoo, 1994, ISBN 3-88677-950-5 (1992 bei Orlanda)
- Das schwule 1 × 1 – Tips und Tricks für alle Lebenslagen, Bruno Gmünder, 2001, ISBN 3-86187-013-4
- Sinnliche Magie – Ein Leitfaden für abenteuerlustige Paare, ikoo, 1995, ISBN 3-88677-963-7

### Prosa in deutscher Übersetzung
- Frauen und andere Raubtiere, Erotische Geschichten (übers. von Antje Wagner und Manuela Lachmann), Querverlag, März 2009, ISBN 3-89656-164-2